# 武元爽
武元爽（605年—672年），大唐开国功臣武士彠之子，生母相里氏，兄長武元慶，武順及女皇武则天的异母兄长。武承嗣之父。
唐高宗时，以门第关系任安州（治所在今湖北省安陆县）司户参军。武则天在655年封后后，升为少府少监。但因则天发迹之前，待继母，即则天亲生母亲杨氏甚薄，则天借机报复，让他出任濠州刺史，后又因事配流振州（治所在今海南省三亚市）而死。690年，武则天建立武周后，追封武元庆为梁宪王，武元爽为魏德王。其子武承嗣墓志提及，他曾任睦州刺史。